# Scelio fulgidus
Scelio fulgidus är en stekelart som beskrevs av Crawford 1911. Scelio fulgidus ingår i släktet Scelio och familjen Scelionidae. Inga underarter finns listade i Catalogue of Life.